# Édouard Jeanselme
Antoine Édouard Jeanselme (14 juin 1858 à Paris - 9 avril 1935 à Paris) est un dermatologue français, connu pour ses recherches sur la syphilis et la lèpre. Il est l'auteur de nombreux ouvrages sur l'histoire de la médecine.
Il eut notamment en tant qu'interne le dermatologue Albert Sézary.

## Carrière

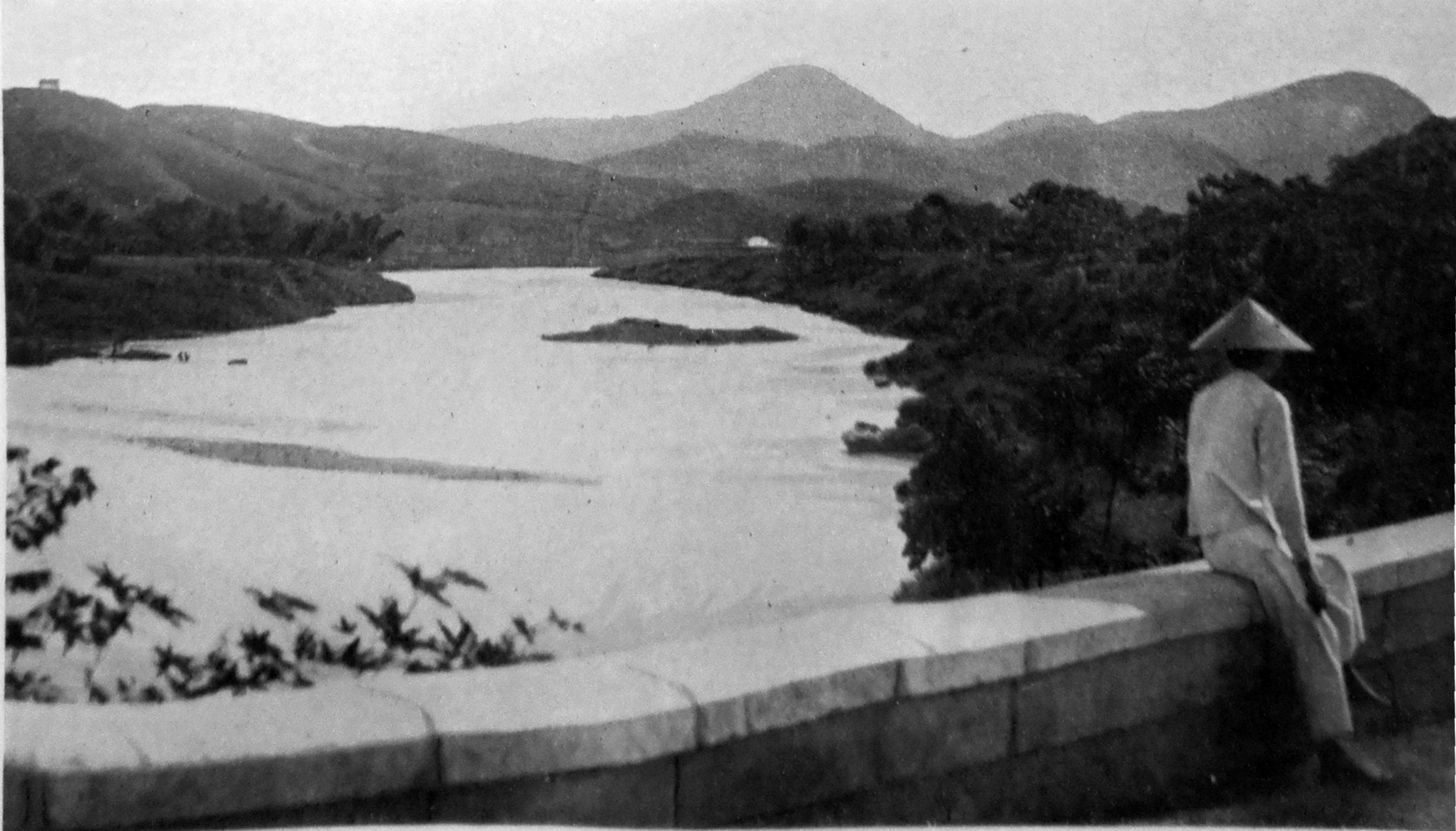
L'indochine française avant 1930.

En 1883, il commença à travailler comme interne dans un hôpital et obtint son doctorat en médecine en 1888. De 1898 à 1900, il mena des recherches sur la lèpre en Indochine française, au Siam, en Chine, en Birmanie et en Indonésie. Il y mena également des études sur le béribéri, la frambésie, la syphilis et la variole. 

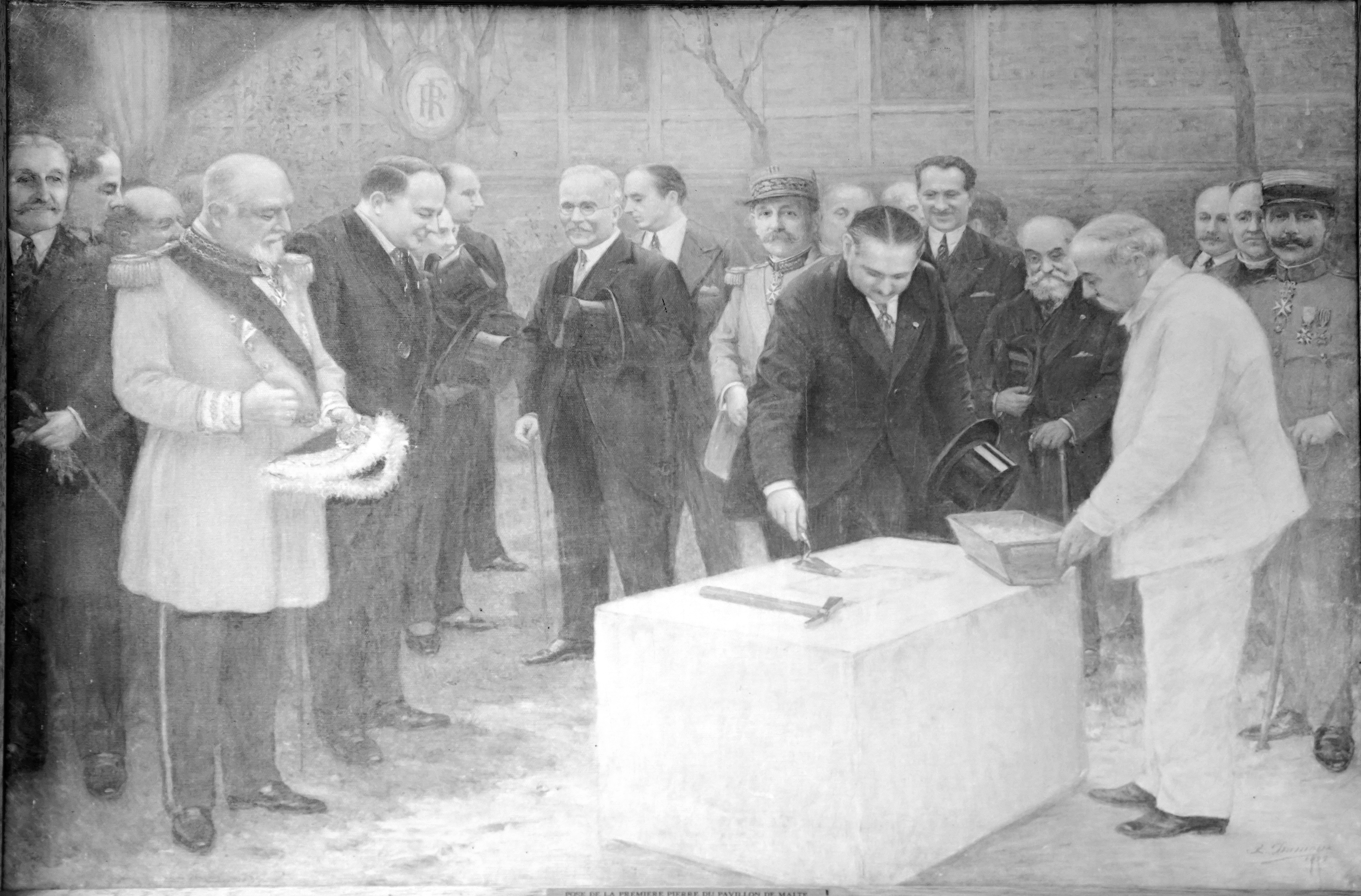
23 juin 1920, inauguration du pavillon de Malte.

En 1901, il devint professeur agrégé. En 1919, il obtint la chaire de dermatologie de la faculté de médecine de Paris. Il a joué un rôle déterminant dans la fondation du Pavillon de Malte à l'hôpital Saint-Louis (1918). En 1919, il est devenu membre de l'Académie de médecine (section de pathologie médicale) et, en 1919-1921, président de la Société française d'histoire de la médecine (d). En 1923, il a été le premier président de la Ligue nationale française contre le péril vénérien.
On lui attribue les premières études cliniques et histologiques sur les nœuds juxta-articulaires ; structures associées à la syphilis et au pian, qui sont parfois appelées « nodules de Jeanselme ». Il a préconisé un mélange d’huile de chaulmoogra, de camphre et de guaïacol comme traitement contre la lèpre.

## Distinctions
- 1913 :  Chevalier de la Légion d'honneur[4],
- 1919 :  Officier de la Légion d'honneur[4].

## Œuvres choisies
- Étude sur la lèpre dans la péninsule indo-chinoise et dans le Yunnan, 1900.
- Cours de dermatologie exotique, avec A. Trémolières, 1904.
- Nodosités juxtaarticulaires . Cong Colonial Paris, Sect Med Hyg Colon, 1904. p 15.
- Le Béribéri, 1906.
- Précis de pathologie exotique, avec Édouard Rist, 1909.
- La question de l'opium en Extrême-Orient à l'époque contemporaine, 1910.
- La Lèpre, 1911.
- Les Œuvres d'assistance et les hôpitaux byzantins au siècle des Comnènes, 1921.
- Le Régime alimentaire des anachorètes et des moines byzantins, 1922.
- La Syphilis : son aspect pathologique et social, 1925.
- La Lèpre en France au Moyen Âge et à l'époque contemporaine, 1925.
- Histoire pathologique de la dynastie d'Héraclius, 1927.
- Traité de la syphilis (en plusieurs volumes, avec d'autres auteurs, 1931-).